# Politiezone Wetteren/Laarne/Wichelen
De Politiezone Wetteren/Laarne/Wichelen (nr. 5438) omvat de Belgische gemeenten Wetteren, Laarne en Wichelen in de provincie Oost-Vlaanderen. Het hoofdcommissariaat ligt in Wetteren, terwijl er wijkcommissariaten zijn in Laarne en Schellebelle. 
De politiezone is ontstaan bij de politiehervorming.
De hoofdcommissaris en korpschef sinds 2010 is Gerritjan Maes.